# Mark Ovendale
Mark Ovendale (22. november 1973 – 29. august 2011) var en engelsk fodboldmålmand. Han døde den 29. august 2011 af kræft.